# Agabus picotae
Agabus picotae é uma espécie de insetos coleópteros pertencente à família Dytiscidae.
A autoridade científica da espécie é Foster & Bilton, tendo sido descrita no ano de 1997.
Trata-se de uma espécie presente no território português.